# Симонета да Колевекио
Симонèта да Колевèкио (на италиански: Simonetta da Collevecchio; * в Колевекио, † сл. 1534) е слугиня на господарката на Флоренция Алфонсина Орсини и майка на Алесандро де Медичи.

## Биография
Родена в Колевекио в долината на Тибър, Симонета е на служба при Алфонсина Орсини в Рим. Тя е идентифицирана в документите като майка на Алесандро де Медичи, наречен Мавъра поради тъмната му кожа, поради което се смята, че Симонета би могла да е от африкански произход.
Не е сигурно дали тя ражда Алесандро от връзката си с Лоренцо II де Медичи, херцог на Урбино, или от тази с кардинал Джулио де Медичи, бъдещ папа Климент VII. Историците днес обикновено клонят към втората хипотеза, цитирайки предполагаемата връзка с Лоренцо като проста фасада за любовната авантюра на човек от църквата, бъдещ папа. Алесандро е роден през 1510 г. и неговата стремителна кариера и ролята му на папски фаворит са сочени като допълнителни признаци за възможния му произход.
Симонета се омъжва за лакей, който работи за Медичите в Рим. Тя остава под закрилата на семейството, макар че е със скромен произход, понеже е майка на Медичи. Пиерачини публикува нейно писмо от 1529 г. до сина ѝ Алесандро, в което тя говори за още две деца, родени от брака ѝ. Умира поне след 1534 г.